# VR-Bank Schopfheim-Maulburg
Die VR-Bank eG Schopfheim-Maulburg gehörte als Genossenschaftsbank zur Finanzgruppe Volksbanken Raiffeisenbanken. Das Geschäftsgebiet der VR-Bank eG Schopfheim-Maulburg erstreckte sich durch das Wiesental von Todtnau-Geschwend bis nach Steinen-Höllstein. 
Im Jahre 2021 fusionierte die Bank mit der Volksbank Dreiländereck eG.

## Geschichte
Die Geschichte der, VR-Bank eG Schopfheim-Maulburg geht zurück bis in das Jahr 1865. Am 3. November 1865 gründeten 55 aufgeschlossene Schopfheimer Bürger die Vorschussbank Schopfheim. So wurde bereits im 19. Jahrhundert der Grundstein für die spätere Volksbank Schopfheim gelegt. 2001 entschieden sich die Mitglieder der Volksbank Schopfheim und der Raiffeisenbank Maulburg zu einer Fusion. Daraus entstand die VR-Bank eG Schopfheim-Maulburg.
Die Vertreterversammlungen der VR-Bank eG Schopfheim-Maulburg und der Volksbank Dreiländereck eG stimmten am 8. bzw. 9. Juni 2021 für eine Fusion.

## Aus- und Weiterbildung
Die VR-Bank eG Schopfheim-Maulburg bot eine dreijährige Ausbildung zum Bankkaufmann über die verkürzte Ausbildung zum Finanzassistenten bis zum Hochschulstudium an der DHBW zum Bachelor of Arts an.

## Genossenschaftliche Finanzgruppe der Volksbanken Raiffeisenbanken
Die Bank war Teil der genossenschaftlichen Finanzgruppe Volksbanken Raiffeisenbanken und Mitglied beim Bundesverband der Deutschen Volksbanken und Raiffeisenbanken (BVR) sowie dessen Sicherungseinrichtung. 
- DZ BANK
- DZ Hyp
- Münchener Hypothekenbank
- Bausparkasse Schwäbisch Hall
- R+V Versicherung
- Union Investment Gruppe
- VR Leasing Gruppe
- easy Credit (Teambank)
- DZ Privatbank